# St. Johannes (Haina)

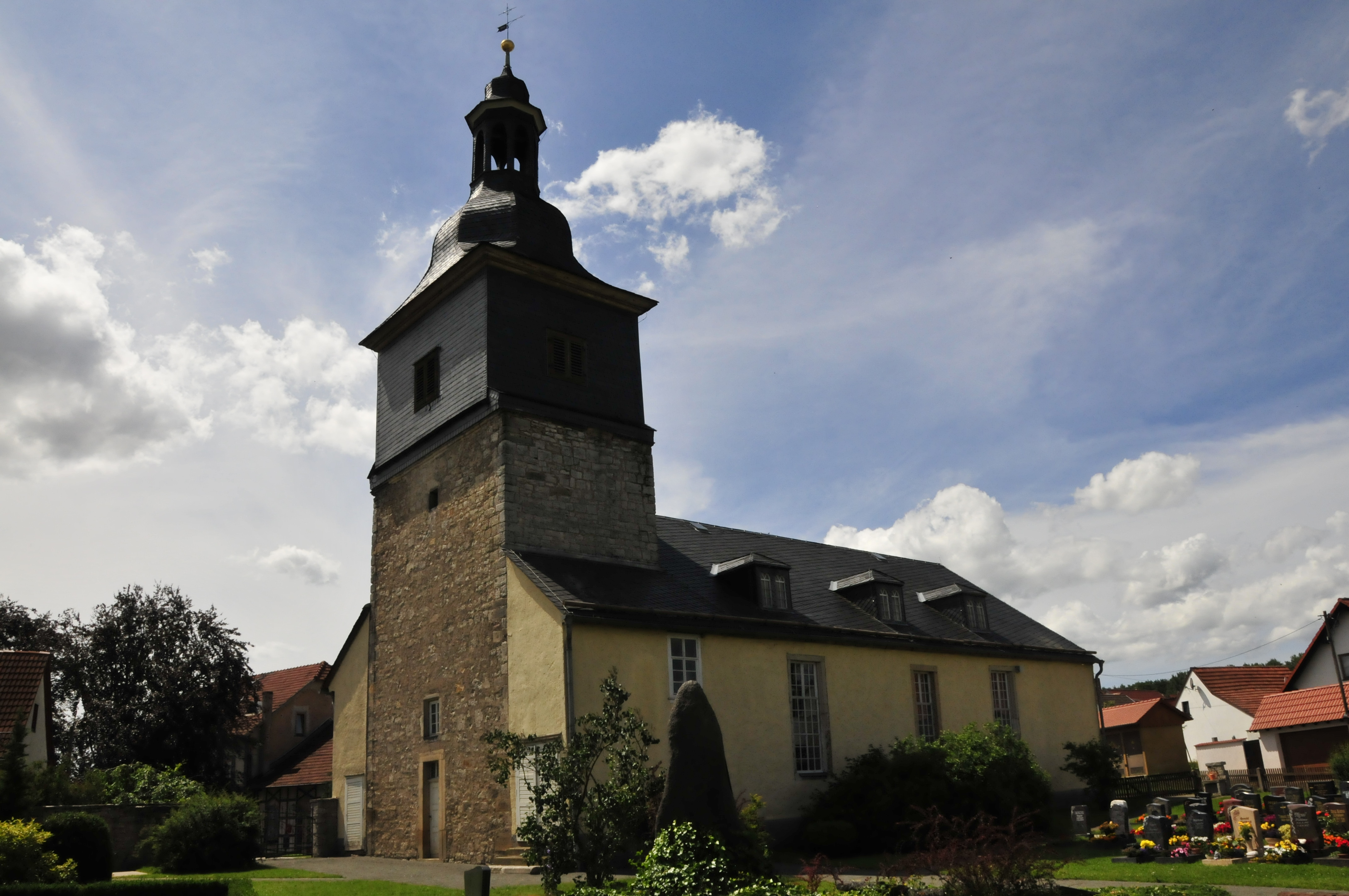
St. Johannes (Haina)

Die evangelisch-lutherische Dorfkirche St. Johannes steht in der Kirchhofstraße von Haina, einem Ortsteil der Landgemeinde Nessetal im Landkreis Gotha in Thüringen. Schutzpatron ist Johannes der Täufer.

## Gemeindezugehörigkeit
Die Kirchgemeinde Haina bildete zusammen mit den Kirchgemeinden Friedrichswerth, Ebenheim und Weingarten eine Pfarrstelle.
Sie gehört nunmehr zur Pfarrstelle Sonneborn im Kirchenkreis Gotha der Evangelischen Kirche in Mitteldeutschland. Bis 2009 gehörte der Kirchenkreis Gotha zur Evangelisch-Lutherischen Kirche in Thüringen.

## Beschreibung
Die Kirche ist eine schlichte Saalkirche. An den im Kern mittelalterlichen Chorturm aus Feldsteinen wurde 1615/16 das Langhaus mit drei Fensterachsen angebaut. 1661 wurden seitlich Treppenhäuser errichtet. Aus dieser Zeit stammt auch das oberste Geschoss des verschieferten Glockenturms. In der Glockenstube hängen zwei Glocken, die eine von 1483 und die andere von 1666. Der Turm trägt eine verschieferte Haube, die von einer Laterne bekrönt ist. 
Die Kirche wurde 1846 renoviert und eine Empore eingebaut. Das Kirchenschiff ist mit einem verschieferten Satteldach bedeckt, das Dachgauben hat. Der Innenraum wird von einem hölzernen Tonnengewölbe überspannt. Das Taufbecken aus der 1. Hälfte des 17. Jahrhunderts ist mit Beschlagwerk dekoriert. Der Flügelaltar entstand am Ende des 15. Jahrhunderts, er wird einer Erfurter Werkstatt zugeschrieben. Das Altarretabel zeigt die Krönung Mariens, flankiert von Heiligen. In den Seitenflügeln sind die zwölf Apostel dargestellt. Auf den Außenflügen sind die Verkündigung und die Anbetung der Könige gemalt.
Die Orgel mit 17 Registern, verteilt auf 2 Manuale und Pedal, wurde 1856 von Friedrich Christian Knauf gebaut.